# Магденки
Магденки — козацько-старшинський (згодом — дворянський) рід, що походить від Лаврентія Магденка (17 століття), козака містечка Опішня в Гадяцькому полку.

## Члени роду
Від його синів беруть початок дві гілки роду: старша — опішнянська, яка швидко згасла, та молодша — полтавська.
- Сидір Лаврентійович (друга половина 17 — перша половина 18 століття), засновник старшої гілки, був опішнянським городовим отаманом і «за сотника правил».
- Син Сидора — Яків Сидорович (друга половина 17 — перша половина 18 століття), учасник Полтавської битви 1709 на російському боці, опішнянський сотник (1721–1722).

Засновник полтавської гілки був Григорій Лаврентійович (друга половина 17 — перша половина 18 століття), полтавський купець та обиватель.
- Його єдиний син — Василь Григорович (рік народження невідомий — після 1772), полтавський полковий хорунжий (1745–1758), полковий осавул (1758—1766), абшитований — відправлений зі служби, увільнений з військ) полковий обозний (1766). Нащадки Василя Григоровича також посідали старшинські уряди:
- Андрій Васильович (близько 1727 — до 1795) — новосанжарський сотник (1757–1769), 1770–1771 — учасник російсько-турецької війни 1768—1774;
- Семен Васильович (близько 1740 — рік смерті невідомий) — полтавський полковий осавул (1766—1768).

До полтавської гілки роду належали також:
- Іван Семенович (близько 1774 — до 1832), учасник російсько-турецької війни 1806—1812, франко-російської війни 1812 та закордонного походу російської армії 1813—1814, генерал-майор, артилерійський бригадний командир (1813–1821);
- Михайло Семенович (1779 — до 1837), генерал-майор (1819);
- Єлизавета Василівна (1844 — рік смерті невідомий), у шлюбі графиня Капніст, відома громадська діячка;
- Віктор Миколайович (1887–1954), живописець-пейзажист, член Асоціації художників Червоної України (1929).

Рід внесений до 2-ї та 3-ї частин Родовідних книг Полтавської, Чернігівської та Катеринославської губерній.